# Skupniówka
Skupniówka – szczyt o wysokości 649 m w Paśmie Jałowieckim, które w regionalizacji fizycznogeograficznej Polski według Jerzego Kondrackiego zaliczane jest do Beskidu Makowskiego, w nowszej regionalizacji z 2018 roku do Beskidu Żywiecko-Orawskiego, a w najszerszym ujęciu do Beskidu Żywieckiego.
Skupniówka znajduje się w bocznym, opadającym na południowy zachód grzbiecie Pasma Jałowieckiego i opływanym przez potoki Grzechynka i Dejówka. Powyżej Skupniówki jest jeszcze szczyt Koty (657 m). Obydwa są porośnięte lasem, ale pomiędzy nimi są pola uprawne.
Skupniówka znajduje się w granicach miasta Maków Podhalański w województwie małopolskim, w powiecie suskim. Nazwę Skupniówka podają mapy Geoportalu bazujące na państwowym rejestrze nazw geograficznych. Według Aleksego Siemionowa jednak prawidłowa nazwa szczytu to Kudziówka, na mapie austriackiej błędnie Kudiówka, na mapie WIG Kudyjówka. Nazwę Skupniówka wprowadziły mapy PPWK. Miejscowa ludność używa nazwy Kudziówka, pochodzącą od góralskiego nazwiska Kudzia, taką też nazwę zatwierdziła w 1981 roku Komisja Turystyki Górskiej Oddziału PTTK „Ziemia Wadowicka” w Wadowicach.